# Macworld
A Macworld amerikai havilap volt, jelenleg weblap, amely az Apple  termékeivel foglalkozik. A Macworld-öt David Bunnell (kiadó) és Andrew Fluegelman (szerkesztő) alapította.
1997-ben a lapot átnevezték Macworld, incorporating MacUser-re (ez a név csak a magazin tartalomjegyzékében tűnt fel), hogy ezzel tükrözzék a Ziff-Davis által birtokolt MacUser magazin beépülését az International Data Group tulajdonában lévő Macworld-be az új Mac Publishing, a két kiadó által fenntartott közös vállalat keretében. 1999-ben ez a cég megvásárolta a MacCentral Online weblapot, mivel a Macworld-nek nem volt erős online hír szolgáltatása ezen idő alatt. 2001 végén az International Data Group (IDG) kivásárolta a Ziff-Davis részét a Mac Publishing-ből, így az az IDG egyik leányvállalata lett.
Az újság több országban is megjelenik vagy az IDG vagy külsős cégek által, akik megvásárolták a magazin nevét és tartalmát. A magazin Ausztráliában, Németországban (Macwelt), Olaszországban, Spanyolországban, Svédországban (MacWorld), Törökországban, az Egyesült Királyságban, Hollandiában és Indonéziában jelenik meg. A tartalmát több másik IDG publikációval is megosztja.
A magazin kiadója licencelte a nevét a Macworld Conference & Expo konferenciához, amelyet Steve Jobs életében rendszerint a San-francisco-i Moscone Centerben, New Yorkban, illetve Japánban tartottak.
A nyomtaott havilapon kívül még a Macworld működteti a Macworld.com, a Playlist, a MacUser.com és a Mac OS X Hints weblapokat.

## Podcast
A Macworld Podcast egy kéthetente megjelenő podcast a Macworld-től. A Macworld vezető szerkesztője; Chris Breen a műsorvezetője és leggyakrabban interjúkat tartalmaz az újság szerkesztőivel. A Macworld felelős szerkesztője; Jason Snell egy gyakori vendége a podcastnak. A műsort eredetileg Cyrus Farivar vezette.
A Macworld Podcast először 2005. április 26-án jelent meg „Geek Factor Podcast” néven, de 2005 augusztusában a Macworld hivatalos podcastja lett.

## Külső hivatkozások
- Macworld (amerikai) - http://www.macworld.com/
- Macworld France - https://archive.today/20121209045740/http://www.macworld.fr/
- Macworld UK - https://web.archive.org/web/20100926131213/http://www.macworld.co.uk/
- Macwelt (német) - https://web.archive.org/web/20100910142448/http://www.macwelt.de/
- Macworld Italia - http://webarchive.loc.gov/all/20020916121106/http%3A//www.macworld.it/
- Macworld (spanyol) - https://web.archive.org/web/20050909031514/http://www.idg.es/macworld/
- MacWorld (svéd) - https://web.archive.org/web/20100918030939/http://macworld.idg.se/
- Macworld (ausztrál) - https://web.archive.org/web/20180816055700/http://www.macworld.com.au/
- Macworld (indonéz) - https://web.archive.org/web/20080602092741/http://www.macworld.web.id/
- Macworld (holland) - https://web.archive.org/web/20200531032806/https://macworld.nl/